# Ricardo Domingos Barbosa Pereira
Ricardo Domingos Barbosa Pereira, meglio noto solo come Ricardo o anche Ricardito (Lisbona, 6 ottobre 1993), è un calciatore portoghese, difensore del Leicester City.

## Caratteristiche tecniche
Pereira è un terzino destro che può ricoprire anche il ruolo di terzino sinistro e all'occorrenza sa adattarsi bene anche come esterno alto di centrocampo sulla fascia destra.

## Carriera

### Club
Dopo due anni passati al Vitória Guimarães, in cui ha collezionato 30 presenze in campionato, nel giugno 2013 il giocatore passa insieme al compagno di squadra Tiago Rodrigues al Porto, firmando un contratto quinquennale con la nuova squadra, con la quale ha esordito nella fase a gironi di Champions League.
Tra il 2015 e il 2017 viene girato in prestito al Nizza dove disputa due stagioni discrete, rientrando nella squadra portoghese nella stagione 2017-2018. Il 19 maggio 2018 viene acquistato dal Leicester City.

### Nazionale
Ha partecipato ai Mondiali Under-20 del 2013, giocando da titolare nella prima partita della fase a gironi, vinta per 3-2 contro la Nigeria. Gioca anche nella terza partita della fase a gironi, vinta per 5-0 contro Cuba, nella quale segna anche una rete. Ha giocato anche un'amichevole con la nazionale U-20 contro la nazionale francese Under-20, persa 2-0.
Nel settembre 2013 ha giocato una partita di qualificazione agli Europei Under-21, nella quale ha anche segnato una rete; nello stesso periodo ha anche giocato 2 partite amichevoli con l'Under-21, segnandovi un altro gol.
Il 14 novembre 2015 debutta con la nazionale maggiore portoghese nell'amichevole persa per 1-0 a Krasnodar contro la Russia. Viene convocato dal commissario tecnico lusitano Fernando Santos per partecipare alla Coppa del mondo FIFA 2018 disputata in Russia, in cui è riserva di Cedric Soares; nel corso del torneo gioca solo l'ottavo di finale in cui il Portogallo viene eliminato per 2-1 dall'Uruguay.

## Statistiche

### Presenze e reti nei club
Statistiche aggiornate al 4 maggio 2024.
| Stagione                 | Squadra                  | Campionato               | Campionato | Campionato | Coppe nazionali | Coppe nazionali | Coppe nazionali | Coppe continentali | Coppe continentali | Coppe continentali | Altre coppe | Altre coppe | Altre coppe | Totale | Totale |
| Stagione                 | Squadra                  | Comp                     | Pres       | Reti       | Comp            | Pres            | Reti            | Comp               | Pres               | Reti               | Comp        | Pres        | Reti        | Pres   | Reti   |
| ------------------------ | ------------------------ | ------------------------ | ---------- | ---------- | --------------- | --------------- | --------------- | ------------------ | ------------------ | ------------------ | ----------- | ----------- | ----------- | ------ | ------ |
| 2011-2012                | Vitória Guimarães        | PL                       | 3          | 0          | TP+CdL          | 0+0             | 0+0             | -                  | -                  | -                  | -           | -           | -           | 3      | 0      |
| 2012-2013                | Vitória Guimarães        | PL                       | 27         | 0          | TP+CdL          | 5+3             | 4+2             | -                  | -                  | -                  | -           | -           | -           | 35     | 6      |
| Totale Vitoria Guimaraes | Totale Vitoria Guimaraes | Totale Vitoria Guimaraes | 30         | 0          |                 | 8               | 6               |                    | -                  | -                  |             | -           | -           | 38     | 6      |
| 2013-2014                | Porto                    | PL                       | 14         | 2          | TP+CdL          | 2+2             | 0+0             | UCL+UEL            | 1+2                | 0+0                | -           | -           | -           | 21     | 2      |
| 2014-2015                | Porto                    | PL                       | 5          | 0          | TP+CdL          | 0+5             | 0+0             | UCL                | 3                  | 0                  | -           | -           | -           | 13     | 0      |
| 2015-2016                | Nizza                    | L1                       | 26         | 0          | CF+CdL          | 0+1             | 0+0             | -                  | -                  | -                  | -           | -           | -           | 27     | 0      |
| 2016-2017                | Nizza                    | L1                       | 24         | 2          | CF+CdL          | 1+0             | 0+0             | UEL                | 5                  | 0                  | -           | -           | -           | 30     | 2      |
| Totale Nizza             | Totale Nizza             | Totale Nizza             | 50         | 2          |                 | 2               | 0               |                    | 5                  | 0                  |             | -           | -           | 57     | 2      |
| 2017-2018                | Porto                    | PL                       | 27         | 2          | TP+CdL          | 6+3             | 0+0             | UCL                | 7                  | 0                  | -           | -           | -           | 43     | 2      |
| Totale Porto             | Totale Porto             | Totale Porto             | 46         | 4          |                 | 18              | 0               |                    | 13                 | 0                  |             | -           | -           | 77     | 4      |
| 2018-2019                | Leicester City           | PL                       | 35         | 2          | FACup+CdL       | 0+2             | 0               | -                  | -                  | -                  | -           | -           | -           | 37     | 2      |
| 2019-2020                | Leicester City           | PL                       | 28         | 3          | FACup+CdL       | 1+4             | 1+0             | -                  | -                  | -                  | -           | -           | -           | 33     | 4      |
| 2020-2021                | Leicester City           | PL                       | 15         | 0          | FACup+CdL       | 2+0             | 0               | UEL                | 2                  | 0                  | -           | -           | -           | 19     | 0      |
| 2021-2022                | Leicester City           | PL                       | 14         | 1          | FACup+CdL       | 1+2             | 0               | UEL+UECL           | 1+5                | 0+1                | CS          | 1           | 0           | 24     | 2      |
| 2022-2023                | Leicester City           | PL                       | 10         | 1          | FACup+CdL       | 1+0             | 0               | -                  | -                  | -                  | -           | -           | -           | 11     | 1      |
| 2023-2024                | Leicester City           | FLC                      | 39         | 3          | FACup+CdL       | 3+3             | 1+0             | -                  | -                  | -                  | -           | -           | -           | 45     | 4      |
| Totale Leicester City    | Totale Leicester City    | Totale Leicester City    | 141        | 10         |                 | 19              | 2               |                    | 8                  | 1                  |             | 1           | 0           | 169    | 13     |
| Totale carriera          | Totale carriera          | Totale carriera          | 267        | 16         |                 | 47              | 8               |                    | 26                 | 1                  |             | 1           | 0           | 341    | 25     |

### Cronologia presenze e reti in nazionale
| Cronologia completa delle presenze e delle reti in nazionale ― Portogallo | Cronologia completa delle presenze e delle reti in nazionale ― Portogallo | Cronologia completa delle presenze e delle reti in nazionale ― Portogallo | Cronologia completa delle presenze e delle reti in nazionale ― Portogallo | Cronologia completa delle presenze e delle reti in nazionale ― Portogallo | Cronologia completa delle presenze e delle reti in nazionale ― Portogallo | Cronologia completa delle presenze e delle reti in nazionale ― Portogallo | Cronologia completa delle presenze e delle reti in nazionale ― Portogallo |
| Data                                                                      | Città                                                                     | In casa                                                                   | Risultato                                                                 | Ospiti                                                                    | Competizione                                                              | Reti                                                                      | Note                                                                      |
| ------------------------------------------------------------------------- | ------------------------------------------------------------------------- | ------------------------------------------------------------------------- | ------------------------------------------------------------------------- | ------------------------------------------------------------------------- | ------------------------------------------------------------------------- | ------------------------------------------------------------------------- | ------------------------------------------------------------------------- |
| 14-11-2015                                                                | Krasnodar                                                                 | Russia                                                                    | 1 – 0                                                                     | Portogallo                                                                | Amichevole                                                                | -                                                                         | 82’                                                                       |
| 17-11-2015                                                                | Lussemburgo                                                               | Lussemburgo                                                               | 0 – 2                                                                     | Portogallo                                                                | Amichevole                                                                | -                                                                         | 90’                                                                       |
| 10-11-2017                                                                | Viseu                                                                     | Portogallo                                                                | 3 – 0                                                                     | Arabia Saudita                                                            | Amichevole                                                                | -                                                                         | 46’                                                                       |
| 28-5-2018                                                                 | Braga                                                                     | Portogallo                                                                | 2 – 2                                                                     | Tunisia                                                                   | Amichevole                                                                | -                                                                         | 72’                                                                       |
| 30-6-2018                                                                 | Soči                                                                      | Uruguay                                                                   | 2 – 1                                                                     | Portogallo                                                                | Mondiali 2018 - Ottavi di finale                                          | -                                                                         |                                                                           |
| 14-11-2019                                                                | Faro                                                                      | Portogallo                                                                | 6 – 0                                                                     | Lituania                                                                  | Qual. Euro 2020                                                           | -                                                                         |                                                                           |
| 17-11-2019                                                                | Lussemburgo                                                               | Lussemburgo                                                               | 0 – 2                                                                     | Portogallo                                                                | Qual. Euro 2020                                                           | -                                                                         |                                                                           |
| Totale                                                                    |                                                                           | Presenze                                                                  | 7                                                                         |                                                                           | Reti                                                                      | 0                                                                         |                                                                           |

## Palmarès

### Club

#### Competizioni nazionali
- Campionato portoghese: 1

Porto: 2017-2018
- Coppa del Portogallo: 1

Vitória Guimarães: 2012-2013
- Coppa d'Inghilterra: 1

Leicester City: 2020-2021
- Community Shield: 1

Leicester City: 2021
- Football League Championship: 1

Leicester City: 2023-2024